# Filière (fabrication)
Pour les articles homonymes, voir Filière.
En métallurgie et en plasturgie, une filière, parfois appelée buse en filage, est un outil très dur, percé d'au moins un trou. Le plus souvent, par ce trou, on fait passer par compression une matière thermoplastique ou une solution visqueuse de polymère, pour réaliser un étirage.
Le matériau alimentaire est froid ou à l'état « fondu ». Le matériau fondu est forcé vers la filière au moyen d'une presse hydraulique, d'une pompe ou d'une vis d'extrudeuse.
Suivant la géométrie de la filière utilisée, on fabrique des pièces telles des cordons, bandes, fils enduits (par gainage), tuyaux, profilés ou des fibres.

## Galerie

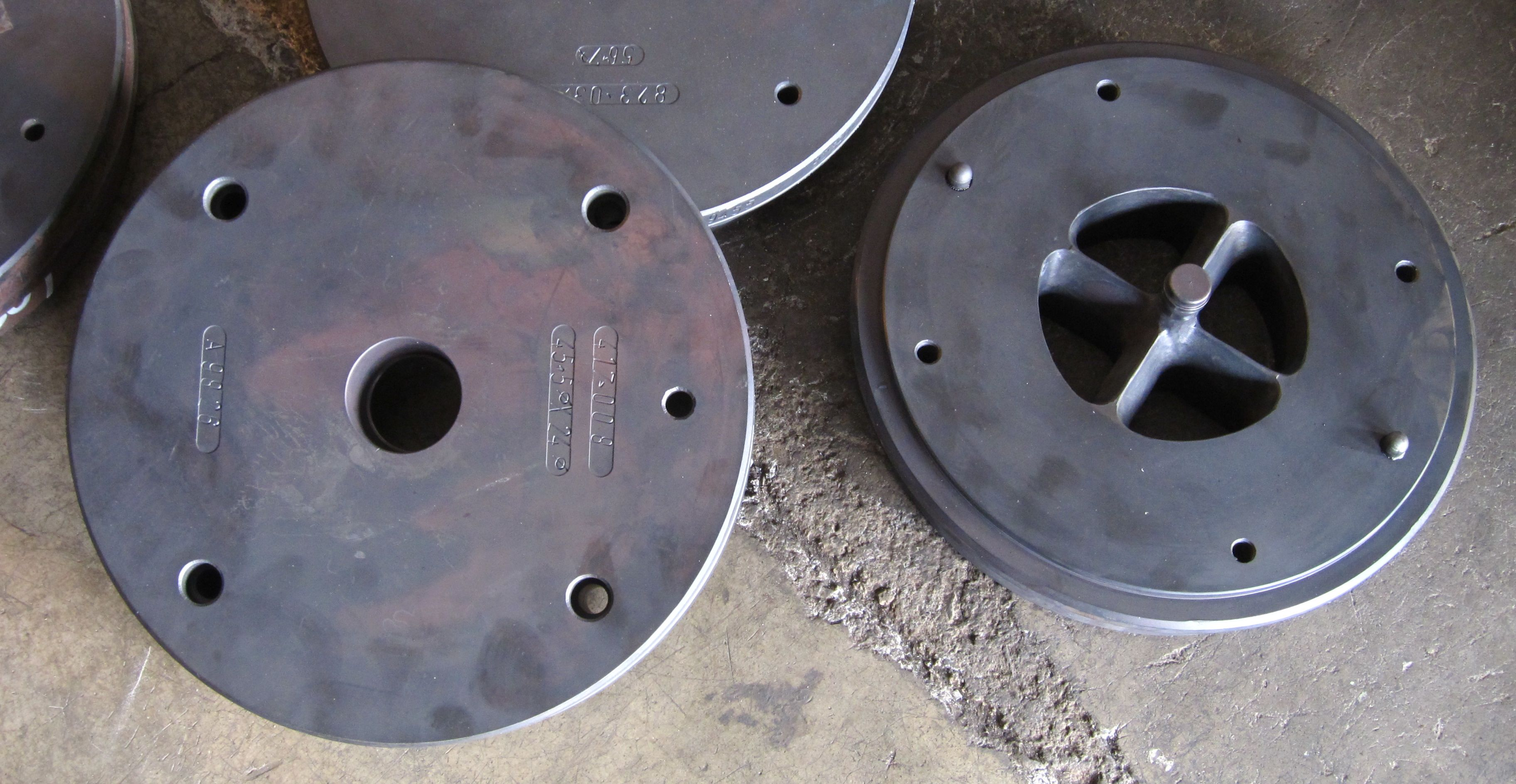
Filières pour la fabrication de tuyaux pleins ou creux en aluminium.
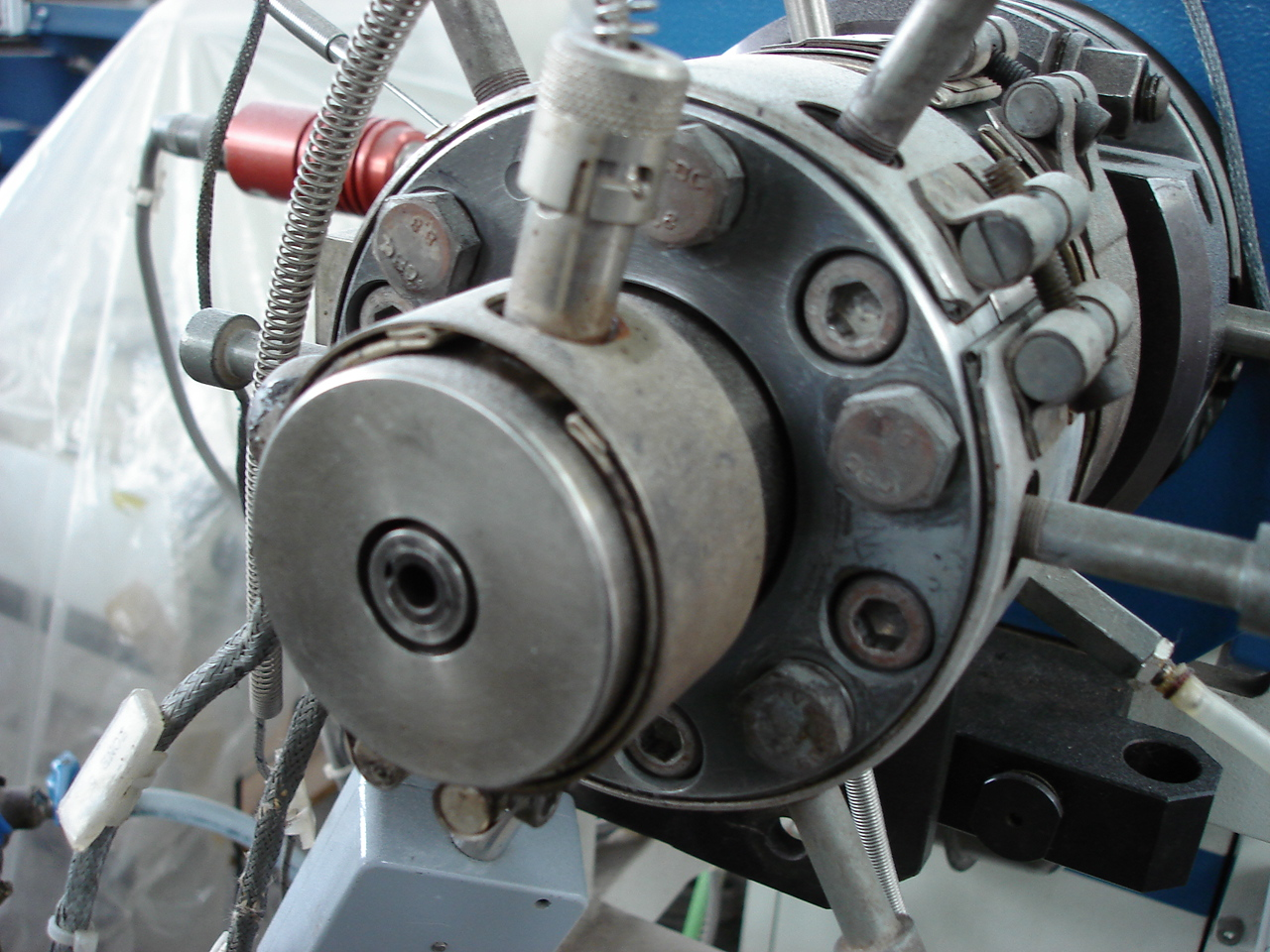
Tête d'extrudeuse équipée d'une filière à trou circulaire.
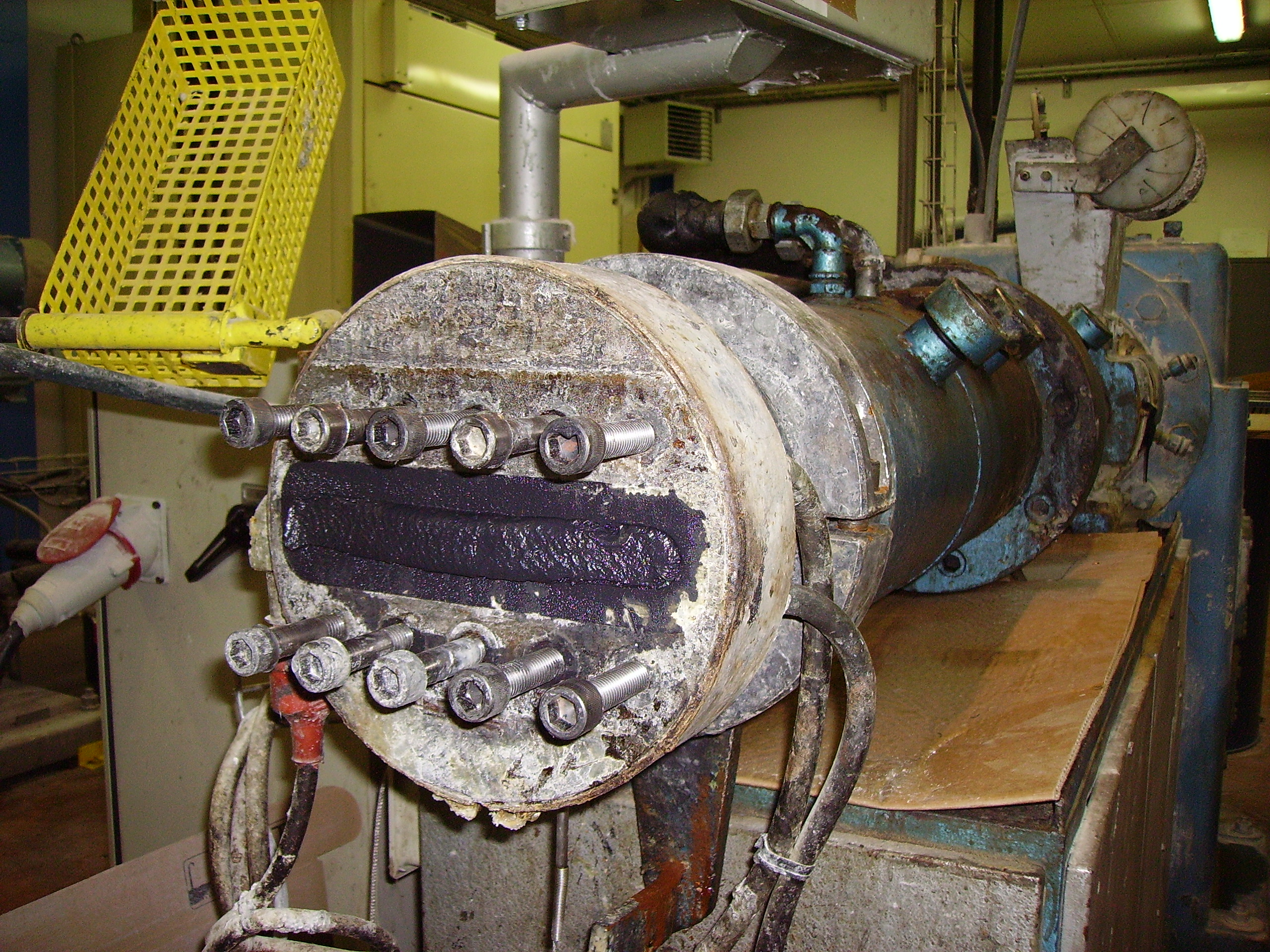
Tête d'extrudeuse munie d'une filière à trou rectangulaire pour la production de bandes de mastic.
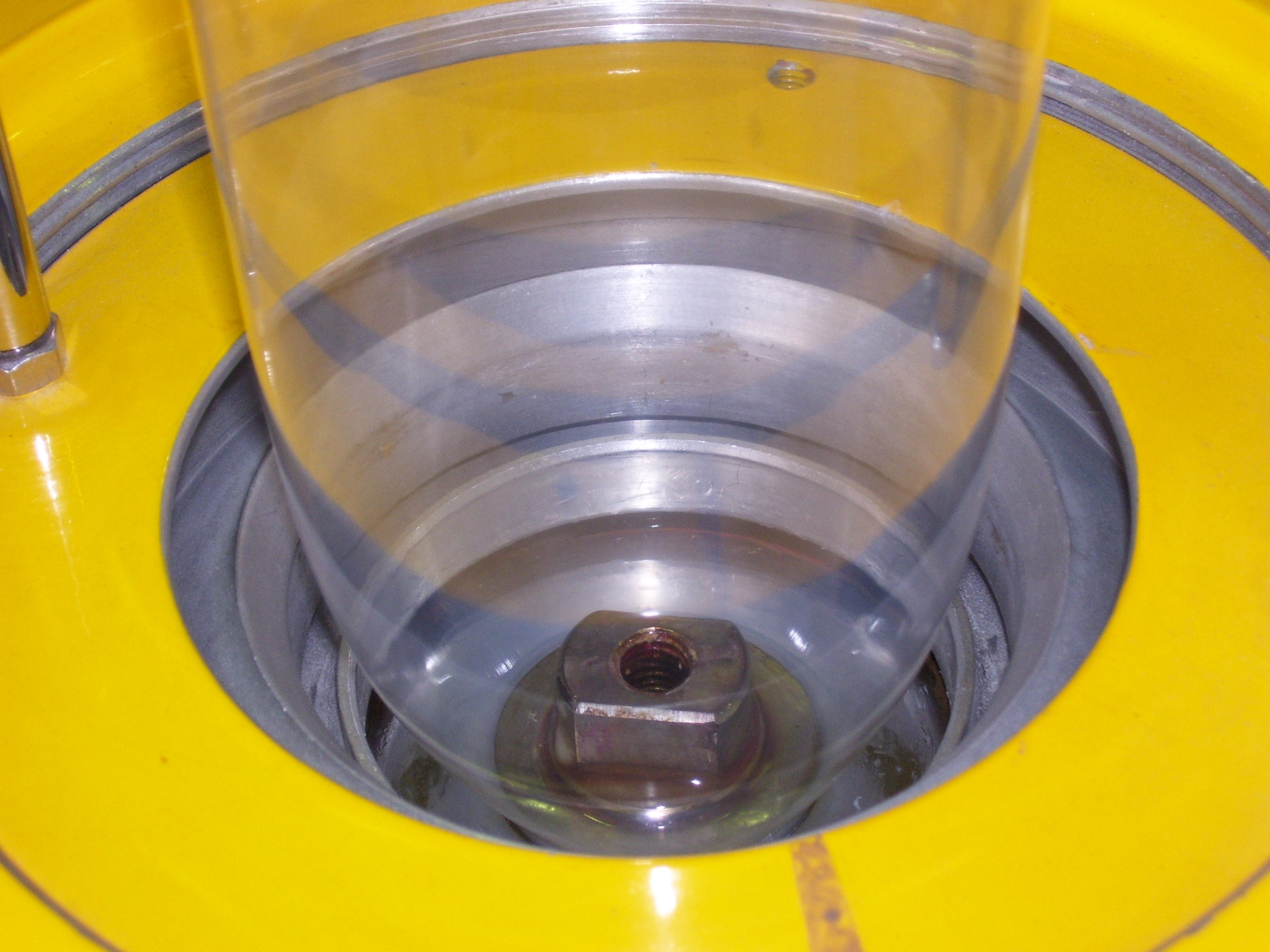
Utilisation d'une filière en extrusion-gonflage pour la production de sacs plastiques.
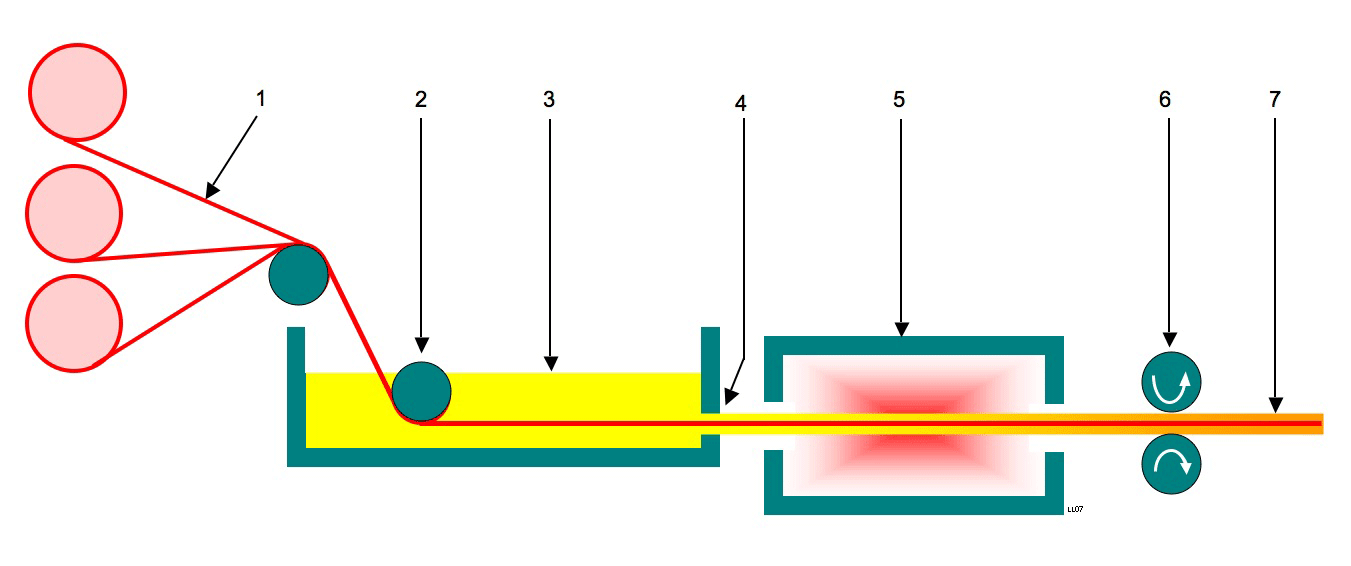
Schéma de mise en œuvre par pultrusion : tirage de l'extrudat composite au travers d'une longue filière chauffée (5).
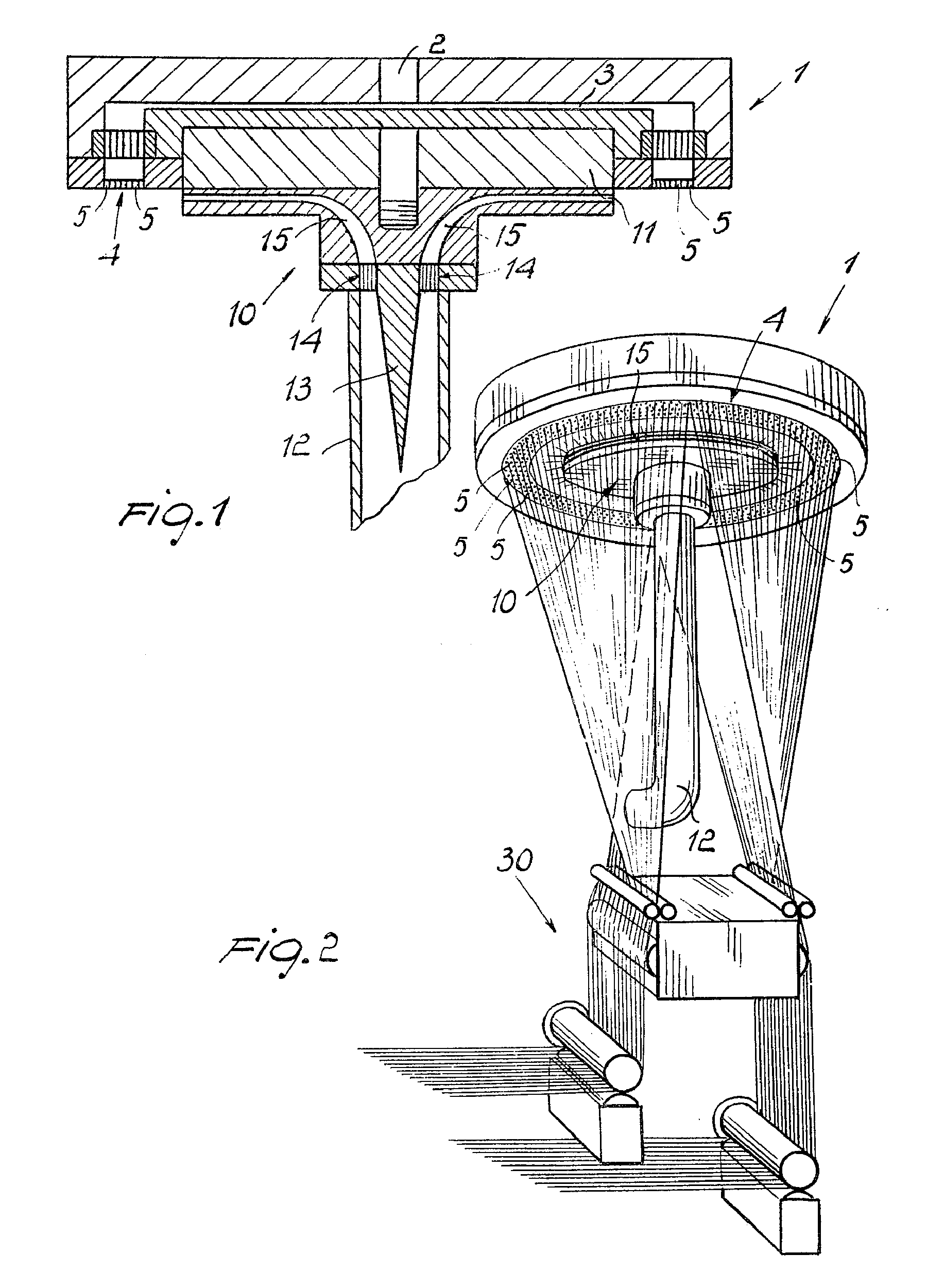
Filière de type multi-trous (5) et tête de filage. Formation de filaments continus de polymère après extrusion et solidification.
- Filière en diamant]